# Psicoactivo

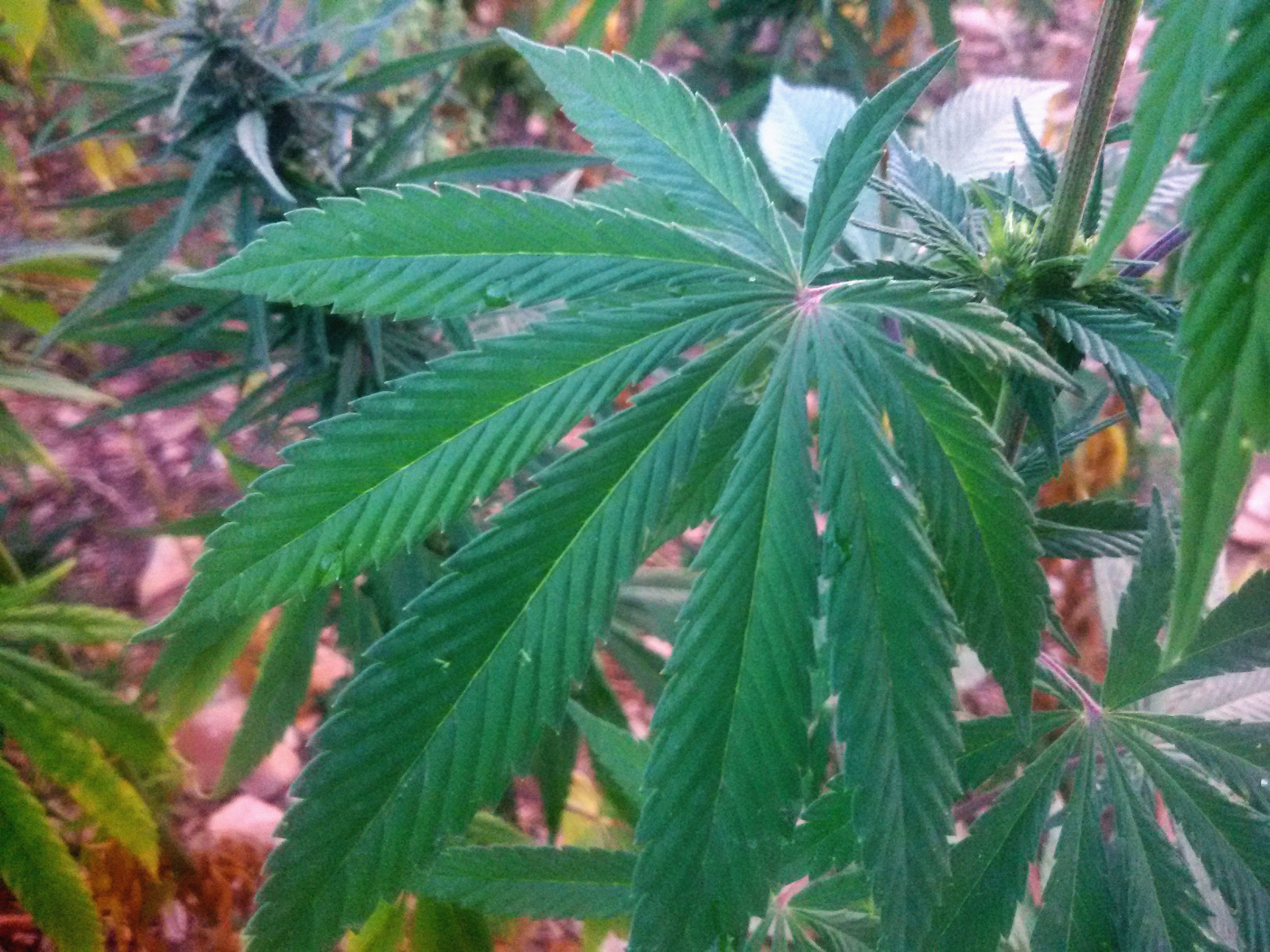
La marihuana es uno de los psicoactivos más usados del mundo.

Psicoactivo según el diccionario de la Real Academia Española es un adjetivo usado en el terreno de la medicina para definir a cualquier sustancia que actúe sobre el sistema nervioso alterando las funciones psíquicas. Estas sustancia tienen efectos significativos en los procesos como el pensamiento, la percepción y las emociones. No cualquier sustancia que tenga el sistema nervioso como su sitio de acción es capaz de alterar estos procesos como los anestésicos locales, los bloqueadores neuromusculares, los espasmolíticos, la toxina botulínica, etc.
El uso y consumo de sustancias psicoactivas está documentada desde la prehistoria. Históricamente, las sustancias psicoactivas se han usado para contextos médicos, rituales, religiosos y para usos aprobados culturalmente (por ejemplo: opio, alcohol, nicotina, cafeína, cocaína, morfina, etc). Como parte del desarrollo científico y tecnólógico, en la actualidad existe una gran variedad de sustancias psicoactivas que tienen orígenes naturales, semi-sintéticos y sintéticos.
Los efectos negativos del consumo de sustancias psicoactivas, ya sea inmediato o con el tiempo, están determinados por múltiples elementos interrelacionados: el tipo de droga y cómo se utiliza, las condiciones físicas y emocionales de quien la consume, así como el entorno social en el que ocurre dicho consumo.

## Terminología
Según el Glosario de términos de alcohol y drogas de la Organización Mundial de la Salud, el término droga en farmacología se refiere a "toda sustancia química que modifica los procesos fisiológicos y bioquímicos de los tejidos o los organismos", esta acepción ignora por completo si una sustancia es parte, o no, de la farmacopea oficial de un país. Sin embargo, en el español coloquial, el término suele referirse concretamente a las sustancias psicoactivas y, a menudo, de forma aún más concreta, a las drogas ilegales. La acepción coloquial del término droga ignora por completo aquellas sustancias consideradas psicoactivas, cuyo uso es social y legalmente aceptado como la cafeína, la nicotina (tabaco) y el alcohol En el idioma inglés, a pesar que también tiene una connotación negativa, el uso intercambiable entre "droga" y "medicina" es más común.

### Psicotrópicos
El diccionario de la Real Academia Española define a un psicotrópico como "una sustancia psicoactiva, que produce efectos por lo general intensos, hasta el punto de causar cambios profundos de personalidad". Esta definición al igual que la de distintas autoridades en el área de salud no demarca una distinción clara entre los términos "psicotrópico" y "psicoactivo", y han optado por definirlas como sinónimos y aceptar su uso intercambiable.
Sin embargo, hay distintas fuentes que establecen distintos criterios para definirlas. Algunos ejemplos son delimitarlas como aquellas usadas prescritas para el tratamiento de trastornos mentales (ej. antidepresivos, anticonvulsivos, etc.). o para referirse a aquellas con un alto potencial de abuso, i.e., ignorando si tienen usos terapéuticos o no, y su legislación aplicable. En el contexto internacional del control de drogas, el término “sustancias psicotrópicas” hace referencia a las sustancias controladas por los 2 tratados internacionales de la ONU; el Convenio sobre Sustancias Psicotrópicas de 1971, y la Convención de las Naciones Unidas contra el Tráfico Ilícito de Estupefacientes y Sustancias Psicotrópicas de 1988.

### Nuevas sustancias psicoactivas
Las nuevas sustancias psicoactivas (NSP) también conocidas como “drogas de diseño”, “euforizantes legales”, “hierbas euforizantes”, “sales de baño”, “productos químicos de investigación” y “reactivos de laboratorio” fueron definidas por la Oficina de las Naciones Unidas contra la Droga y el Delito (UNODC, por sus siglas en inglés) en el 2012 como "sustancias de abuso, ya sea en forma pura o en preparado, que no son controladas por la Convención Única sobre Estupefacientes de 1961 ni por el Convenio de 1971, pero que pueden suponer una amenaza para la salud pública". El término “nuevas” no se refiere necesariamente a nuevas invenciones – varias NSP fueron sintetizadas por primera vez hace 40 años – sino que son sustancias que han aparecido recientemente en el mercado y que no han sido incorporadas en las Convenciones antes mencionadas. Recientemente se incluye también a otras sustancias psicoactivas que mimetizan los efectos de otras sustancias ilicitas y de prescripcion. Algunas categorías de NSP son cannabinoides sintéticos (ej. THC), catinonas sintéticas, ketamina, piperazinas, etc.

## Clasificación
Existen diversios criterios para ser clasificadas.
Según su estructura química es:
- Alcoholes:
  - Fermentado (vino, cerveza)
  - Destilado (brandy, whisky, ron)
  - Artificial (licores, anís)
- Alcaloides
  - Piridinas: Nicotina
  - Tropanos: Cocaína
  - Triptaminas: Psilocina, Psilocibina, DMT
  - Xantinas (Purinas): Xantina, Cafeína
  - Fenetilaminas: Mescalina, 2C-B
    - Anfetaminas: Anfetamina, Metanfetamina, MDMA (también llamado éxtasis, cristal, molly)

  - Lisergamidas (ergolinas): LSD
  - Opioides (isoquinolinas): Opio, heroína, morfina, codeína;
    - Opiáceos: incluye oxicodona, hidrocodona, tramadol;
- Cannabinoides: tetrahidrocannabinol (THC), cannabidiol (CBD)
- Benzodiazepinas
- Barbitúricos
- Arilciclohexilaminas: Ketamina, Fenciclidina (PCP), Eticiclidina (PCE),
- Otros:
  - Volátiles (varios): disolventes, lacas, pinturas, pegamentos.

Su clasificación mas usada es aquella basada en sus propiedades farmácológicas, sin embargo existen muchas sustancias que cumplen con propiedades de dos o mas categorías (ej, MDMA es estimulante, y a la vez entactógeno). Las categorías mas usadas son:
- Estimulantes: Anfetaminas, metanfetamina, MDMA, efedrina, catinona, nicotina, cocaína, cafeína
- Depresores: Alcoholes, opioides, barbitúricos, benzodiazepinas
- Halucinogenos:
  - Psicodélicos: Psilocina, psilocibina, DMT, LSD, mescalina
  - Disociativos: Ketamina, fenciclidina, eticiclidina
  - Delirantes: Atropina, hiosciamina
  - Cannabinoides
- Entactógenos o Empatógenos: MDMA

## Efectos

### Estimulantes
Engloba a las sustancias que tienen un efecto simpaticomimético, es decir aumentan los procesos asociados con la actividad de la adrenalina y la dopamina; elevan el estado de alerta, mejoran la atención y concentración, la motivación, el estado del ánimo, la actividad psicomotora y educen la sensación de fatiga. Entre estimulantes de orígen vegetal se encuentra el grupo de las metilxantinas que incluye a la cafeina, la teobromina y la teofilina (en plantas como el café, el cacao, la guaraná, la yerba mate, la planta del té y nuez de cola), la catinona (en el cat), la arecolina (en el betel), la efedrina y pseudoefedrina (en la efedra), la cocaína (en las plantas Erythroxylum) y la nicotina (en la planta del tabaco). También existen estimulantes de origen sintético como las del grupo de las anfetamina (incluye a la misma anfetamina, asi como metanfetamina, MDMA y bupropión), modafinilo y metilfenidato. Los estimulantes más potentes son la estricnina, la picrotoxina, y el pentilenotetrazol. Se clasifican como estimulantes analépticos, estimulantes psicomotores o metilxantinas. Los estimulantes psicomotores (p. ej., cocaína y anfetaminas) aumentan la actividad del sistema nervioso simpático.

#### Anfetaminas
Las anfetaminas es un grupo de sustancias con una estructura química similar a la de las catecolaminas, un grupo de neurotransmisores que incluye al la adrenalina, la noradrenalina y la dopamina, lo que les permite mimetizar sus efectos en el sistema nervioso central.  En el grupo se encuentra la anfetamina, metanfetamina, efedrina y pseudoefedrina, catinona, fentermina, bupropion, selegilina. Muchas sustancias de este grupo son popularmente utilizadas con fines recreativos, sin embargo varias tienen utilidad clínica comprobada y aprobada; la anfetamina en el TDAH y narcolepsia; la metanfetamina en el TDAH y en descongestionantes nasales; efedrina en hipotensión bajo anestesia; pseudoefedrina en descongestionantes nasales; bupropión para el trastorno depresivo mayor y el cese tabaquico; fentermina en la pérdida de peso y selegilina en la enfermedad de Parkinson. El MDMA se ha propuesto para el apoyo de psicoterapia, pero a la fecha no se ha comprobado beneficio alguno y su uso se ha limitado al recreacional.

#### Nicotina
Se encuentra principalmente en la planta del tabaco con alta concentración en sus hojas. La nicotina es altamente adictiva. Toxicológicamente se considera un veneno e históricamente se ha utilizado como insecticida. El tabaquismo, o sea, fumar cigarrillos constituye la forma predominante de adicción a la nicotina en todo el mundo. Asimismo, las ventas y el consumo de productos de tabaco sin humo (por ejemplo las bolsas de nicotina o snus sueco) han aumentado substancialmente. La nicotina es una de las sustancias psicoactivas más adictivas que existen.

#### Cocaína
Los efectos mentales que provoca el consumo de cocaína se incluyen la pérdida de contacto con la realidad, agresividad, la agudización del estado de alerta y manía persecutoria, una intensa sensación de felicidad y agitación psicomotriz. Los síntomas a nivel físico son una rápida frecuencia cardiaca, sudoración y dilatación de las pupilas y altas dosis pueden provocar una tensión arterial alta y el aumento de la temperatura corporal. La cocaína es muy adictiva, debido a su efecto sobre la vía mesolímbica del cerebro, y existe un alto riesgo de sufrir dependencia, aunque el periodo de consumo haya sido corto. Su uso también aumenta el riesgo de accidente cerebrovascular, infarto de miocardio, problemas pulmonares en los fumadores, infecciones sanguíneas y paro cardiorrespiratorio súbito.

### Depresores
Son aquellos que atenúan o inhiben los mecanismos cerebrales de la vigilia actuando como calmantes o sedantes. No necesariamente ocasionan cambios en el estado del "humor". Este mecanismo de acción es aprovechado para controlar situaciones clínicas donde la actividad neuronal se encuentra descontrolada como en la ansiedad, epilepsia y crisis convulsivas, trastornos del sueño y relajación muscular; o se quiere inducir un estado de alerta disminuído, como para el manejo del dolor y anestesia.

#### Alcohol
El alcohol, etanol o alcohol etílico, es una sustancia psicoactiva depresora del SNC que está presente en bebidas como la cerveza, el vino y los licores y genera efectos como desinhibición, euforia leve, relajación o somnolencia. El consumo de grandes dosis causa embriaguez y puede llegar a causar coma etílico, pérdida de conocimiento, una parálisis respiratoria aguda o incluso la muerte. Como el etanol perjudica las habilidades cognitivas, puede incitar a comportamientos temerarios o irresponsables. La toxicidad del etanol es causada en gran medida por su principal metabolito, el acetaldehído y su metabolito secundario, el ácido acético. Los signos de abuso de alcohol muestran sus efectos drásticos en el sistema nervioso central, además de la embriaguez y el mal juicio se produce una ansiedad crónica, irritabilidad e insomnio. Los efectos del alcohol en el hígado incluyen elevación de las pruebas de función hepática. El consumo prolongado conduce a cirrosis e insuficiencia hepática.

#### Sedantes-hipnóticos
Un sedante disminuye la actividad, modera la excitabilidad y calma al sujeto; mientras que un hipnótico induce somnolencia y facilita el inicio y el mantenimiento del estado del sueño del cual se puede despertar facilmente. La sedación es un efecto secundario de muchas otras sustancias no consideradas depresoras. Sin embargo suelen ser agrupadas como sedantes-hipnóticos, porque para muchas sustancias su efecto es dependiente de la dosis administrada. Incluye:
- Las primeras sustancias de está clase fueron bromuro, hidrato de cloral, paraldehído, uretano y sulfonal.[43] Fueron utilizadas como anti-epilépticos. Hay varios sedantes-hipnóticos que se descontinuaron por alternativas mas seguras, entre estos estan los carbamatos (meprobamato, carbacol, etinamato) y la metacualona.
- Los barbitúricos fue la primera agrupación formal de estas sustancias. Incluye sustancias como la primidona, tiopental, barbital, fenobarbital marcada por su gran potencial como antiepiléptico sin necesidad de llegar a dosis hipnóticas, sin embargo no era útil para todos los tipos de crisis convulsivas, etc..[43] Los barbitúricos actúan mejorando la unión del principal neutrotransmisor inhibitorio en el sistema nervioso central, abreviado como GABA, a su receptor.
- Las benzodiazepinas fueron la clase que sucedió a los barbitúricos como medicamentos de primera elección para muchas situaciones clínicas. El uso de barbitúricos se redujo debido a que a mismas dosis que las benzodiazepinas, podían activar directamente el receptor GABA contribuyendo a su famoso gran efecto depresor y a veces letal. Por el otro lado, las benzodiazepinas tiene distintos grados de sedación-hipnósis y gran efecto ansiolítico, por el cual se han usado para tratar situaciones como trastornos de ansiedad, crisis convulsivas, sedación para cirugía.[43] Este grupo incluye alprazolam, midazolam, flurazepam, clonazepam, diazepam, etc..
- Los fármacos Z son un grupo de sustancias que no comparten una estructura similar entre ellas, pero realizan el mismo mecanismo de acción al mejorar la afinidad del receptor GABAA con su neurotransmisor. Su efecto anticonvulsivo y miorelajante es menor y se han vuelto los fármacos de elección para el tratamiento del insomnio. Incluye zolpidem, zaleplon, zopiclona, etc.[43]

#### Anti-psicóticos y estabilizadores del animo
En la psicosis, se acepta el el exceso de la comunicación en la neurotrasmisión de dopamina como causante de los síntomas positivos característicos. La medicación actual se centra en bloquear los receptores dopaminérgicos, dividiéndose en 2 grupos.
- Típicos o de 1a generación fueron los primeros en ser desarrollados, alrededor de la decada de 1950. Cuentan con un alto riesgo de presentar síntomas extrapiramidales como efectos secundario, como movimientos similares a la enfermedad de Parkinson (parkinsonismo) como movimientos involuntarios. Abarca medicamentos como la clorpromazina y el haloperidol.
- Atípicos o de 2a generación han reemplazado actualmente a los antipsicóticos típicos por mantener un grado aceptable de efectividad con un riesgo mucho menor de ocasionar síntomas extrapiramidales. Incluye medicamentos como olanzapina, quetiapina, risperidona y aripiprazol.

Los antipsicóticos han recibido distintos nombres desde que fueron desarrollados según los usos que se les asignaba y los efectos que producían; como "neurolépticos", "tranquilizantes mayores" y "ataráxicos", sin embargo la literatura actual ha optado por el uso de "antipsicótico" debido al reduccionismo de sus funciones.
Los llamados estabilizadores del animo incluyen medicamentos que ayudan en el tratamiento para los trastornos del estado del animo. El estabilizador mas antiguo, y aún usado a la fecha, es el carbonato de litio; el resto de los medicamentos usados son antipsicóticos o anticonvulsivantes.

#### Anti-convulsivos
En el modelo de la enfermedad actual, se considera una crisis convulsiva como una alteración en la actividad eléctrica normal del cerebro. Las crisis pueden ser ocasionadas por epilepsia, por fiebre (crisis febriles) u otras patologías. Los medicamentos anti-convulsivos trabajan interumpiento esta hiperactividad eléctrica Entre los dsitintos medicamentos su estructura química varía así como su mecanismo de acción. Algunos ejemplos son fenitoína, carbamazepina, oxcarbazepina, lamotrigina, topiramato, tiagabina, levetirazcetam; aunque también se usan algunos sedantes-hipnóticos.

#### Opioides
Se le denomina así a cualquier sustancia que active los receptores opioides del cuerpo. Fueron descubiertos al investigar el mecanismo de acción de los productos derivados de la planta del opio incluyendo los productos naturales, u opiáceos, como la morfina, codeína y la tebaína; opioides semi-sintéticos como la heroína, buprenorfina, hidromorfona, oximorfona, hidrocodona y oxicodona; y sintéticos como el fentanilo y metadona. Existen algunos opioides sintéticos que sus efectos de sedación y analgesia son menores a comparación del resto y se utilizan con otros fines como el dextrometorfano como antitusígeno y la loperamida como antidiarreico. Así como el humano produce sus propias sustancias con efectos similares llamadas peptidos opioides endógenos que incluye las encefalinas, endorfinas y dinorfinas. Sus usos principales son para analgesia, pero a dosis mayores muchos pueden actuar como depresoras y producir insomnio, confusión, euforia y depresión respiratoria.

### Antidepresivos
Aumentan la transmisión noradrenérgica y/o serotoninérgica. En las sinapsis nerviosas el efecto de estos neurotransmisores se termina cuando las neuronas los degradan o remueven del sitio; y los antidepresivos tienen distintos mecanismos de acción para evitar estos procesos. Se dividen en generaciones según son desarrollados:
- Primera generación: Incluye los inhibidores de la monoamino oxidasa (iMAO), como la isocarboxazida, tranilcipromina; antidepresivos triciclicos como la amitriptilina, imipramina, doxepina y desipramina; y antidepresivos tetraciclicos como la maprotilina y mirtazapina . Han pasado al desuso debido a su alta probabilidad de efectos secundarios[53]
- Segunda generación: Inhibidores selectivos de la recaptación de serotonina (ISRS) como citalopram, fluoxetina, paroxetina y sertralina; inhibidores de la recaptación de serotonina y noradrenalina (IRSN) como duloxetina, venlafaxina y desvenlafaxina; moduladores de serotonina como la vortioxetina y la vilazodona; y antagonistas e inhibidores de la recaptación de serotonina (AIRS) como la nefazodona y trazodona.

A pesar del nombre "antidepresivos", algunos son también utilizados para el tratamiento de distintos trastornos psiquiátricos como ansiedad, fobia social, pánico, trastorno obsesivo-compulsivo, conducta alimentaria, y estrés postraumático.

### Alucinógenos
Se caracterizan por alterar la percepción y provocar alucinaciones (percepciones sensoriales que no tienen una base real, como ver, oír o sentir cosas que no existen), deterioro del juicio, ideas de referencia y despersonalización. Se agrupan según el tipo de neurotransmisión química que alteren suelen agruparse por los efectos provocados según el tipo de neurotransmisión en la sinapsis que :
- Los psicodélicos, alucinógenos clásicos o serotoninérgicos son capaces de activar los receptores para el neurotransmisor serotonina. Los síntomas que experimentan los pacientes incluyen alteraciónes de los sentidos (percepción) que se manifiestan como sinestesias (p. ej., ver sonidos, escuchar colores), intensificación de sensaciones, despersonalización (sensación de que uno mismo no es real), etc. Popularmente los usuarios se refieren a la combinación de estos síntomas como un "viaje"[54] o una sensación mística de "elevación de la consciencia".[55]
  - En este grupo se encuentran algunos derivados naturales y semi-sintéticos de algunas plantas como del cactús peyote (mescalina), la planta Banisteriopsis caapi utilizada en la bebida ayahuasca (dimetiltriptamina o DMT) hongos del género Psilocybe (psilocina, psilocibina) y del genero Claviceps tambien llamado ergot (ácido lisérgico y dietilamida de ácido lisérgico o LSD). Del hongo ergot también se han aislado y aprobado muchas otras sustancias para uso clínico como la metilergometrina o ergonovina (trabajo de parto y migrañas), metisergida y ergotamina (migrañas), cabergolina y bromocriptina (hiperprolactinemia y enfermedad de Parkinson); dosis altas de estos medicamentos pueden causar un síndrome de ergotismo, que puede provocar alucinaciones.[56] También se encuentra la droga sintética dimetoxianfetamina (DOM) también conocida como serenidad, tranquilidad y paz (STP).
- Los alucinógenos disociativos como su nombre lo indica provoca el sentirese fuera de control o desconectados de su cuerpo y su entorno (despersonalización), la percepción del exterior como no real o imaginación (desrealización).[57] Los disociativos logran este efecto al bloquear el receptor del neurotransmisor glutamato, especificamente el subtipo NMDA.[56][58]
  - En este grupo se incluyen la ketamina aprobada como anestésico y para trastornos depresivos; la metoxetamina (MXE); la fenciclidina o polvo de angel (PCP); dextrometorfano aprovado como antitusígeno; y el óxido nitroso o gas de la risa. La salvinorina A, encontrada en la planta Salvia divinorum, utiliza otro mecanismo de acción por lo que es considerada un disociativo atípico.[58]
- Los alucinógenos delirantes inducen un estado de delirium o síndrome confusional agudo, un estado de confusión donde disminuyen los procesos de atención, alerda y cognición superior; distinto a un delirio o idea delirante. Esto difiere de los estados más lúcidos que provocan los otros alucinógenos, donde el razonamiento relativamente aun permite mantener un escepticismo ante las alucinaciones. Estas sustancías varían en el neurotransmisor que alteran, muchas de estas sustancias son usadas en contextos clínicos y hasta pueden ser adquiridas sin prescripción médica.
  - Incluye algunas sustancias que bloquean el receptor sináptico de la histamina (antihistamínicos) (p. ej. difenhidramina y dimenhidrinato); otras el receptor de la acetilcolina (p. ej. atropina y escopolamina)

### Cannabinoides
Reciben este nombre las sustancias que se unen y activan el receptor cannabinoide del cuerpo. La clasificación fue creada luego de descubrir el mecanismo de acción de los fitocannabinoides de la marihuana de la cual destaca sus principales compuestos psicoactivos Δ9-Tetrahidrocannabinol (THC) seguido del cannabidiol (CBD), otros cannabinoides requieren de dosis mayores para alcanzar los mismos niveles de sedación como el cannabinol (CBN) y el tetrahidrocannabivarina (THCV). El cuerpo humano produce sustancias llamadas endocannabinoides capaces de activar los mismos receptores; entre estas se encuentran la anandamida y el 2-araquidonilglicerol (2-AG).

### Empatógenos-entactógenos
Son sustancias que aumentan los sentimientos de empatía y benevolencia hacia los demás, así como la sensación de integración social, sin embargo pueden ocasionar cambios bruscos del humor. Incluye sustancias como 3,4-metilendioximetanfetamina, mejor conocida como MDMA, éxtasis, cristal o molly; mefedrona y metilona.

## Trastornos relacionados con sustancias
En la 4ta edición revisada del Manual Diagnóstico y Estadístico de los Trastornos Mentales (DSM-IV-TR) publicada en el año 2000, se consideraba como dos diagnósticos distintos la dependencia de sustancias y el abuso de sustancias. La dependencia de sustancias se caracterizaba por presentar por lo menos 3 de 12 síntomas en un periodo continuado de 12 meses, entre los cuales se incluía a la tolerancia y a la abstinencia. Mientras que el abuso de sustancias requería al menos 1 de 4 criterios, distintos a los de dependencia, durante un periodo de 12 meses.
Posteriormente en la 5ta edición (DSM-V), publicada en el 2013, se realizaron los siguientes cambios:
- La dependencia y el abuso de sustancias fueron fusionados en un solo diagnóstico llamado trastorno por consumo de sustancias, y junto a los trastornos inducidos por sustancias (que incluye criterios para la intoxicación, la abstinencia y los trastornos inducidos por sustancias) se engloban en la categoría trastorno de uso de sustancias.
- Los trastornos de uso de sustancias engloban 10 clases diferentes de drogas: el alcohol; la cafeína; el cannabis; los alucinógenos; los inhalantes; los opiáceos, los sedantes-hipnóticos y ansiolíticos; los estimulantes, el tabaco, y otras sustancias (o sustancias desconocidas).
- Para el trastorno por consumo de sustancias se suprimió el criterio del DSM-IV de los problemas recurrentes legales y se ha añadió, el deseo intenso o la urgencia de consumo de la sustancia. Además, el umbral para el diagnóstico de trastorno por consumo de sustancias se fija en al menos 2 de 11 criterios.
- La palabra "adicción" no se utiliza como término diagnóstico, aunque sea de uso habitual por algunos clínicos en muchos países para describir presentaciones más extremas relacionados con el consumo compulsivo y habitual de sustancias. Esto debido a su definición incierta y su posible connotación negativa

## Legislación
La legislación sobre la manufactura, la comercialización, la distribución, la posesión y el consumo de drogas, específicamente aquellas psicoactivas, ha sido durante décadas un tema de debate internacional. Desde la guerra contra las drogas iniciada en el siglo XX hasta los movimientos actuales por su legalización, las leyes han evolucionado de forma desigual en diferentes países, influenciadas por distintos factores sociales y políticos.
Las guerras del opio, entre 1839 y 1860, se destacan como el primer conflicto internacional explícitamente centradas alrededor del control del narcotráfico, donde las potencias occidentales despues de su victoria contra China legitimaron el comercio forzado de drogas como política imperial. Sin embargo, el curso de la legislación sobre las sustancias cambió en el siguiente siglo.
En norteamérica primer gran paso en la prohibición de drogas en la época moderna fue la promulgación Ley Harrison de Impuestos sobre Narcóticos en el año 1914 en los Estados Unidos de América, que limitaba la producción, importación y distribución de productos derivados del opio y de la coca a solo algunos individuos (ej. médicos) y empresas. Seguidos vinieron las medidas tomadas por otros países como; Reino Unido con su Ley para Defensa del Reino, regulación 40B, en 1916 y su Ley de Drogas Peligrosas de 1920; Francia con la Loi du 12 Juillet de 1916; Alemania en 1917, Canada entre 1911 y 1921, España en 1918 y Colombia en 1920.
En Latinoamérica la producción, el tráfico y la comercialización de drogas ocupa espacio en las agendas gubernamentales y políticas públicas de cada país. Durante gran parte desde el inicio de la "guerra contra las drogas" en esta región imperaron políticas del estilo prohibicionismo, altamente influenciadas por la relación de estos países con EEUU. Sin embargo, ha crecico un cambio de paradigma en el estilo que esta región afronta este "problema de las drogas", algunos países pasando desde legislar a favor de la penalización por la posesión a un enfoque permisivo estableciendo límites a la cantidad que un usuario puede acceder.
En las últimas decadas se ha abierto el debate sobre la legislación de las drogas psicoactivas a cuestionar el status quo del prohibicionismo y el abordaje para la erradicación del "problema de las drogas". Se han cuestionado la efectividad de las estrategias de los estados debido al crecimiento de la población penitenciaria, represión policial asociada a violación de derechos humanos y garantías individuales, y como la penalización y estigmatización aumenta la vulnerabilidad de algunas personas, entre otros.
En debates contemporáneos se ha abierto la discusión acerca de los criterios que se utilizan para determinar que sustancias son prohibidas, y entre las premisas expuestas resalta la importancia de los habitos y prejuicios de la sociedad facilitando la prohibición de las sustancias marginadas y dificultando la de aquellas que ya se habian integrado en la sociedad.